# Grega Bole
Grega Bole, slovenski kolesar, * 13. avgust 1985, Jesenice.

## Uspehi
2003
Dirka po Hrvaški, mladinci
1. mesto, etape 2, 3
1. mesto skupno
2004
3. mesto GP Tell
2005
1. mesto Bürgenland Rundfahrt
2010
1. mesto, etapa 1, Critérium du Dauphiné
Dirka po Sloveniji
1. mesto, Etape 1, 2
9. mesto skupno
Dirka po Poljski
2. mesto etape 4, 5
3. mesto etapa 6
2. mesto, skupni seštevek
2011
1. mesto GP Ouest-France

2012
Pariz–Nica
2. mesto etapa 4

## Pomembnejša tekmovanja

### Tritedenske etapne dirke
| Grand Tour        | 2010 | 2011 | 2012 | 2013 | 2014 | 2015 | 2016 | 2017 | 2018 | 2019 | 2020 |
| ----------------- | ---- | ---- | ---- | ---- | ---- | ---- | ---- | ---- | ---- | ---- | ---- |
| Dirka po Italiji  | —    | —    | —    | DNF  | —    | 61   | 135  | —    | —    | 110  | —    |
| Dirka po Franciji | 125  | 127  | DNF  | —    | —    | —    | —    | 143  | —    | —    | —    |
| Dirka po Španiji  | 97   | —    | —    | 97   | —    | —    | —    | —    | —    | —    | DNF  |